# Julie Graham
Julie Graham (Irvine, 24 juli 1965) is een Schotse actrice.

## Carrière
Graham begon in 1986 met acteren in de televisieserie Taggart, waarna zij nog meerdere rollen speelde in televisieseries en films. Zij speelde in onder andere Casualty (1988), Survivors (2008-2010), The Bill (2002-2010) en Shetland (2014-2022).

## Huwelijk
Graham is in 2002 getrouwd met acteur Joseph A. Bennett met wie zij twee dochters heeft (2004 en 2006), op 13 april 2013 pleegde haar man zelfmoord door ophanging.

## Filmografie

### Films
Uitgezonderd korte films.
- 2021 End of Term - als DS Stacy Harcourt
- 2018 The Party's Just Beginning - als ??
- 2015 Jupiter Ascending - als kapitein van de Aegis
- 2014 The Sleeping Room - als Cynthia
- 2013 Shortcuts to Hell: Volume 1 - als makelaar
- 2012 Tower Block - als Carol
- 2011 Lapland - als Mandy Lewis
- 2007 The History of Mr Polly - als Nancy Potter
- 2006 The Kindness of Strangers - als Ellie Farrelly
- 2005 Walk Away and I Stumble - als Elaine Spader
- 2000 Dirty Tricks - als Karen
- 2000 Some Voices - als Mandy
- 1999 Bodyshifters - als Fiona
- 1999 With or Without You - als Cathy
- 1999 Butterfly Collectors - als Mary Slater
- 1998 Bedrooms and Hallways - als Angie
- 1997 Preaching to the Perverted - als Eugenie
- 1995 The Near Room - als Elise Gray
- 1991 Blonde Fist - als Sylvie
- 1990 Silent Scream - als Alice / Betty
- 1990 The Big Man - als Melanie
- 1990 Nuns on the Run - als serveerster in casino
- 1988 The Fruit Machine - als Hazel

### Televisieseries
Uitgezonderd eenmalige gastrollen.
- 2022 Ridley - als Annie Marling - 4 afl.
- 2014-2022 Shetland - als Rhona Kelly - 25 afl.
- 2019-2021 Queens of Mystery - als Cat Stone - 12 afl.
- 2020 Dun Breedin' - als Roo Jameson - 9 afl.
- 2020 Penance - als Rosalie - 3 afl.
- 2020 Doctor Who - als Ravio - 2 afl.
- 2019 Queens of Mystery - als Cat Stone - 3 afl.
- 2018 The Bletchley Circle: San Francisco - als Jean McBrian - 8 afl.
- 2016-2018 Benidorm - als Sheron Dawson - 25 afl.
- 2016 One of Us - als Moira Douglas - 4 afl.
- 2014 New Tricks - als Tricia McAndrew - 2 afl.
- 2012-2014 The Bletchley Circle - als Jean - 7 afl.
- 2013 Being Eileen - als Mandy Lewis - 6 afl.
- 2011 Doc Martin - als Maggie Reid - 2 afl.
- 2010 The Sarah Jane Adventures - als Ruby White - 2 afl.
- 2002-2010 The Bill - als Lisa Kennedy / Linda Kendrick - 14 afl.
- 2008-2010 Survivors - als Abby Grant - 12 afl.
- 2008 Bonekickers - als Gillian Magwilde - 6 afl.
- 2007 Mobile - als Donna Doig - 3 afl.
- 2003-2005 William and Mary - als Mary Gilcrest - 18 afl.
- 2003 Between the Sheets - als Alona Cunningham - 6 afl.
- 2000-2003 At Home with the Braithwaites - als Megan Hartnoll - 24 afl.
- 1999 Life Support - als Alison McIntyre - 6 afl.
- 1993-1995 Harry - als Alice - 20 afl.
- 1992 Downtown Lagos - als Sharon - 3 afl.
- 1988 Casualty - als Alison McGrellis - 9 afl.
- 1988 Bookie - als Sue - 3 afl.
- 1987 Napoleon and Josephine: A Love Story - als Carolina Bonaparte - 3 afl.
- 1987 Strike It Rich! - als Kirstie Munro - 5 afl.
- 1987 The Houseman's Tale - als verpleegster Joan Masson - 2 afl.
- 1986 Blood Red Roses - als Janey - 3 afl.

- Biblioteca Nacional de España: XX5002757
- Bibliothèque nationale de France: cb16553112w (data)
- International Standard Name Identifier: 0000 0001 1483 6886
- Library of Congress Control Number: no2010022855
- Nationale Bibliotheek van Tsjechië: xx0179054
- Nederlandse Thesaurus van Auteursnamen: 393637808
- Système universitaire de documentation: 188647805
- Virtual International Authority File: 166337705
- WorldCat: E39PBJfx7VR4x93h3xDwdmVHmd